# Jean Frédéric Frenet
Jean-Frederic Frenet, född 7 februari 1816, död 12 juni 1900, var en fransk matematiker.